# ستاين سكوغراند
ستاين سكوغراند (بالنرويجية: Stine Skogrand‏) مواليد 3 مارس 1993 في برجن، هي لاعبة كرة يد نرويجية تلعب كظهير أيمن. مثلت منتخب النرويج لكرة اليد للسيدات. حققت المركز الأول في بطولة العالم لكرة اليد للسيدات 2015.

## سجل المنافسة
شاركت في البطولات التالية:
- بطولة العالم لكرة اليد للسيدات 2015
- بطولة أوروبا لكرة اليد للسيدات 2016

## الإنجازات
- بطولة أوروبا لكرة اليد للسيدات
  - الفوز: 2016
- بطولة العالم لكرة اليد للسيدات:
  - الفوز: 2015
- بطولة العالم لكرة اليد للسيدات شباب:
  - الميدالية الفضية: 2010

## روابط خارجية
- ستاين سكوغراند على موقع الاتحاد الدولي لكرة اليد (الإنجليزية)
- ستاين سكوغراند على موقع الاتحاد الأوروبي لكرة اليد (الإنجليزية)
- ستاين سكوغراند على موقع الاتحاد النرويجي لكرة اليد (النرويجية)
- ستاين سكوغراند على موقع اللجنة الأولمبية الدولية (الإنجليزية)
- ستاين سكوغراند على موقع أوليمبيديا (الإنجليزية)